# 1000-km-Rennen von Monza 1987
Das 27. 1000-km-Rennen von Monza, auch 1000 km di Monza, Autodromo Nazionale di Monza, fand am 12. April 1987 auf dem Autodromo Nazionale di Monza statt und war der dritte Wertungslauf der Sportwagen-Weltmeisterschaft dieses Jahres.

## Das Rennen
Das 1000-km-Rennen von Monza zählte 1987 bereits zu den klassischen Langstreckenrennen. 1965 wurde das vierte Mal die 1000-km-Distanz ausgefahren; damals, noch auf der Monza-Rennstrecke mit den Steilkurvenpassagen, siegten Mike Parkes und Jean Guichet auf einem Werks-Ferrari 275P2.
1987 siegte, wie schon bei den ersten beiden Saisonrennen in Jarama und Jerez, die Werksmannschaft von Jaguar; diesmal mit Jan Lammers und John Watson am Steuer eines Jaguar XJR-8.

## Ergebnisse

### Schlussklassement
| 1               | C1 | 5   | Silk Cut Jaguar             | Jan Lammers John Watson                          | Jaguar XJR-8 | 173 |
| 2               | C1 | 17  | Rothmans Porsche            | Hans-Joachim Stuck Derek Bell                    | Porsche 962C | 171 |
| 3               | C1 | 3   | Brun Motorsport             | Frank Jelinski Jesús Pareja Oscar Larrauri       | Porsche 962C | 168 |
| 4               | C1 | 8   | Joest Racing                | Louis Krages Klaus Ludwig Stanley Dickens        | Porsche 962C | 167 |
| 5               | C1 | 2   | Brun Motorsport             | Gianfranco Brancatelli Massimo Sigala            | Porsche 962C | 165 |
| 6               | C1 | 18  | Rothmans Porsche            | Bob Wollek Jochen Mass                           | Porsche 962C | 159 |
| 7               | C2 | 111 | Spice Engineering           | Fermín Vélez Gordon Spice                        | Spice SE86C  | 156 |
| 8               | C2 | 101 | Ecurie Ecosse               | Ray Mallock David Leslie                         | Ecosse C286  | 156 |
| 9               | C1 | 13  | Primagaz Compétition        | Hervé Regout Joël Gouhier                        | Cougar C20   | 142 |
| 10              | C2 | 104 | URD Junior Team             | Hellmut Mundas Rudi Seher Dieter Heinzelmann     | URD C81/2    | 142 |
| 11              | C2 | 117 | Team Lucky Strike Schanche  | Will Hoy Martin Schanche                         | Argo JM19B   | 138 |
| Nicht klassiert |    |     |                             |                                                  |              |     |
| 12              | C2 | 116 | Techmo Racing               | Oscar Berselli Pasquale Barberio Luigi Taverna   | Alba AR3     | 107 |
| Ausgefallen     |    |     |                             |                                                  |              |     |
| 13              | C1 | 4   | Silk Cut Jaguar             | Raul Boesel John Nielsen                         | Jaguar XJR-8 | 167 |
| 14              | C2 | 106 | Kelmar Racing               | Vito Veninata Ranieri Randaccio Maurizio Gellini | Tiga GC85    | 131 |
| 15              | C2 | 130 | Alba Carma                  | Martino Finotto Ruggero Melgrati Pietro Silva    | Alba AR6     | 123 |
| 16              | C1 | 7   | Joest Racing                | Piercarlo Ghinzani Klaus Ludwig                  | Porsche 862C | 88  |
| 17              | C2 | 190 | Roy Baker Racing            | Val Musetti Rudi Thomann                         | Tiga GC286   | 79  |
| 18              | C2 | 123 | Charles Ivy Racing          | Mark Newby Dudley Wood                           | Tiga GC287   | 67  |
| 19              | C1 | 15  | Britten-Lloyd Racing        | Mauro Baldi Bruno Giacomelli                     | Porsche 962C | 65  |
| 20              | C2 | 127 | Chamberlain Engineering     | Nick Adams Costas Los Graham Duxbury             | Spice SE86C  | 33  |
| 21              | C2 | 127 | Automobiles Louis Descartes | Gérard Tremblay Dominique Lacaud Jacques Heuclin | ALD 02       | 30  |
| 22              | C2 | 114 | Team Tiga Ford Denmark      | Thorkild Thyrring Leif Lindström                 | Tiga GC287   | 19  |
| 23              | C1 | 1   | Brun Motorsport             | Oscar Larrauri Walter Brun                       | Porsche 962C | 15  |
| 24              | C2 | 181 | Dune Motorsport             | Neil Crang Duncan Bain                           | Tiga GC287   | 1   |
| Nicht gestartet |    |     |                             |                                                  |              |     |
| 25              | C1 | 4T  | Silk Cut Jaguar             | Raul Boesel John Nielsen Jan Lammers John Watson | Jaguar XJR-8 | 1   |

1 Ersatzwagen

### Nur in der Meldeliste
Hier finden sich Teams, Fahrer und Fahrzeuge, die ursprünglich für das Rennen gemeldet waren, aber aus den unterschiedlichsten Gründen daran nicht teilnahmen.
| Pos. | Klasse | Nr. | Team             | Fahrer                  | Chassis        |
| ---- | ------ | --- | ---------------- | ----------------------- | -------------- |
| 26   | C1     | 17T | Rothmans Porsche |                         | Porsche 962C   |
| 27   | C2     |     | Ada Engineering  | Mike Wilds Ian Harrower | Gebhardt JC843 |
| 28   | C2     |     | Patrick Oudet    |                         | GKW 862SP      |

### Klassensieger
| Klasse | Fahrer       | Fahrer       | Fahrzeug     | Platzierung im Gesamtklassement |
| ------ | ------------ | ------------ | ------------ | ------------------------------- |
| C1     | Jan Lammers  | John Watson  | Jaguar XJR-8 | Gesamtsieg                      |
| C2     | Fermín Vélez | Gordon Spice | Spice SE86C  | Rang 7                          |

### Renndaten
- Gemeldet: 28
- Gestartet: 24
- Gewertet: 11
- Rennklassen: 2
- Zuschauer: 8000
- Wetter am Renntag: erst trocken, Regen am Rennende
- Streckenlänge: 5,800 km
- Fahrzeit des Siegerteams: 5:03:55,370 Stunden
- Gesamtrunden des Siegerteams: 173
- Gesamtdistanz des Siegerteams: 1003,400 km
- Siegerschnitt: 198,090 km/h
- Pole Position: Hans-Joachim Stuck – Porsche 962C (17) – 1.37,160 – 226,538 km/h
- Schnellste Rennrunde: Jan Lammers – Jaguar XJR-8 (5) – 1.32,170 – 214,903 km/h
- Rennserie: 3. Lauf zur Sportwagen-Weltmeisterschaft 1987